# 约瑟芬紫柳珊瑚
约瑟芬紫柳珊瑚（学名：Victorgorgia josephinae）一种于北大西洋约瑟芬浅滩（海山）中发现的刺胞动物，是紫柳珊瑚科紫柳珊瑚属的模式种。